# Wessex de Thomas Hardy
El Wessex de Thomas Hardy es un país ficticio basado en las partes sur y suroeste de Inglaterra. Es la región en que se desarrollaban todas las obras del autor inglés Thomas Hardy. Hardy la puso el nombre de «Wessex» como el reino anglosajón medieval que ocupaba el sur y suroeste de Inglaterra antes de la Invasión Normanda. Los sitios que aparecen en sus libros existen en el mundo real. Sin embargo, algunos de los nombres son inventados. Por ejemplo, Dorchester, el pueblo de origen de Hardy, se llama Casterbridge en sus novelas, más famosamente en El alcalde de Casterbridge.

## Los Nombres de Wessex

### Regiones de Wessex y Condados reales en Inglaterra
| Región de Wessex | Condado real de Inglaterra | Posición en el mapa |
| ---------------- | -------------------------- | ------------------- |
| Lower Wessex     | Devon                      | 9                   |
| Mid Wessex       | Wiltshire                  | 37                  |
| North Wessex     | Berkshire                  | 2                   |
| Outer Wessex     | Somerset                   | 30                  |
| South Wessex     | Dorset                     | 10                  |
| Upper Wessex     | Hampshire                  | 14                  |

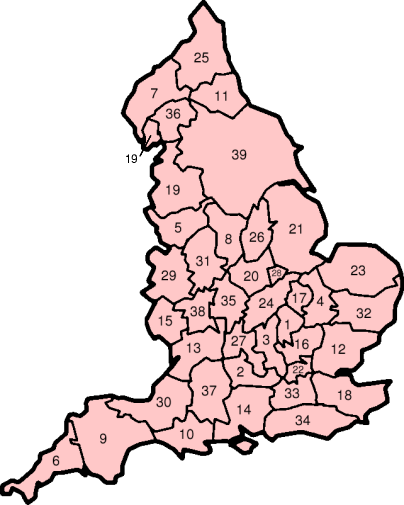
Un mapa de los condados históricos de Inglaterra en que se pueden encontrar las regiones de Wessex

(Nota: La Isla de Wight, que es hoy día un condado distinto, se consideraba una parte de Hampshire - y por eso Upper Wessex - durante la vida de Thomas Hardy.)

## Lugares específicos
| Nombre de Wessex | Región de Wessex | Nombre real                              | Uso en las novelas de Hardy |
| ---------------- | ---------------- | ---------------------------------------- | --- |
| A                |                  |                                          | |
| Abbot's-Cernel   | South Wessex     | Cerne Abbas                              | |
| Abbotsea         |                  | Abbotsbury                               | |
| Aldbrickham      | North Wessex     | Reading                                  | |
| Alfredston       | North Wessex     | Wantage                                  | Jude Fawley llega a ser un aprendiz de mampostería en esta ciudad. Trabaja aquí después de casarse con Arabella Donn. (Jude el oscuro)                                                                                                   |
| Anglebury        | South Wessex     | Wareham                                  | |
| B                |                  |                                          | |
| Budmouth         | South Wessex     | Weymouth                                 | The Trumpet-Major |
| C                |                  |                                          | |
| Casterbridge     | South Wessex     | Dorchester                               | |
| Chalk Newton     | South Wessex     | Maiden Newton                            | |
| Chaseborough     | South Wessex     | Cranborne                                | |
| Christminster    | Ningún[1]        | Oxford                                   | Jude Fawley va aquí para hacerse escolar, y está aconsejado dejar esta ocupación. Sue Bridgehead también tiene puesto en una tienda que vende artefactos religiosos aquí, se encuentra con su primo, y está desahuciado.(Jude el oscuro) |
| Cresscombe       | North Wessex     | Letcombe Basset                          | |
| D                |                  |                                          | |
| Durnover         |                  | Fordington                               | |
| E                |                  |                                          | |
| Emminster        | South Wessex     | Beaminster                               | |
| Evershead        |                  | Evershot                                 | |
| H                |                  |                                          | |
| Havenpool        | South Wessex     | Poole                                    | |
| K                |                  |                                          | |
| Knollsea         | South Wessex     | Swanage                                  | |
| L                |                  |                                          | |
| Lulwind Cove     | South Wessex     | Lulworth Cove                            | |
| Lumsdon          | North Wessex     | Cumnor                                   | Es aquí que Jude Fawley se encuentra con su viejo profesor Señor Philloston de nuevo. Es el lugar en que Sue Bridehead empieza a trabajar y hace la promesa de casarse con Philloston. (Jude el oscuro)                                  |
| M                |                  |                                          | |
| Marlott          | South Wessex     | Marnhull                                 | Tess Durbeyfield nace y es criado aquí. Después de embarazarse de Alec D'Urberville, ella regresa al pueblo y da a luz a un niño que muere dos años más tarde. (Tess de d'Urbervilles)                                                   |
| Marygreen        | North Wessex     | Fawley                                   | Drusilla Fawley dirige una panadería aquí. Es el lugar en que Sue Bridgehead pasó su niñez. Jude Fawley está criado aquí tras la muerte de su padre. (Jude el oscuro)                                                                    |
| Melchester       | Mid Wessex       | Salisbury                                | |
| Mellstock        | South Wessex     | Stinsford and Higher & Lower Bockhampton | El padre de Jude Fawley's murió aquí. (Jude el oscuro) |
| O                |                  |                                          | |
| Overcombe        | South Wessex     | Sutton Poyntz                            | |
| P                |                  |                                          | |
| Port Bredy       | South Wessex     | Bridport                                 | |
| Po'sham          | South Wessex     | Portesham                                | |
| Q                |                  |                                          | |
| Quartershot      | Upper Wessex     | Aldershot                                | |
| S                |                  |                                          | |
| Sandbourne       | Upper Wessex     | Bournemouth                              | |
| Shaston          | South Wessex     | Shaftesbury                              | |
| Isle of Slingers | South Wessex     | Isle of Portland                         | |
| Street of Wells  | South Wessex     | Fortuneswell                             | |
| W                |                  |                                          | |
| Welland House    |                  | Charborough House                        | |
| Weydon-Priors    | Upper Wessex     |                                          | El lugar en que Michael se emborracha y vende a su esposa. (El Alcalde de Casterbridge) |
| Wintoncester     | South Wessex     | Winchester                               | |